# دنیز سکی
دنیز سکی (متولد ۱ ژوئیه ۱۹۷۰ در استانبول) یک خواننده پاپ ترکیه‌ای است. او ابتدا به سازمان رادیو و تلویزیون دولتی ترکیه ملحق شد و ملیح کیبار آهنگ‌ساز را ملاقات کرد و از طریق با امل و کنان دوعولو همکاری کرد. آلبوم او به عنوان Hiç kimse Değilim (هیچ‌کسی نیستم) در سال ۱۹۹۷ منتشر شد. از آن پس او ۵ آلبوم دیگر هم منتشر کرد.
او در سال ۲۰۱۳، سکی در مسابقه آهنگ تلویزیونی Veliaht شرکت کرد که در آن؛ خوانندگان محبوبی مانند نوکهت دورو، هانده ینر، چنگیز کورتوغلو، موسی اروغلو، نیران اونسال، امره آلتوغ، کوتسی، رفعت الرومان و رمضان قباد، به دنبال سهم خود در موسیقی بودند.

## قاچاق مواد مخدر
در ۱۳ فوریه ۲۰۰۹ سکی به اتهام استفاده از کوکائین بازداشت شد. اما پس از ۲ روز بازداشت بدون هیچ اتهامی آزاد شد اما دوباره در ۲۳ فوریه همان سال به دستور دادستان عمومی دستگیر شد. در می سال ۲۰۱۲ او به ۶ سال و ۳ ماه زندان محکوم شد. او پس تحمل مدت دوران حبس خود در ژوئن سال ۲۰۱۷ آزاد شد.